# Sihlpost

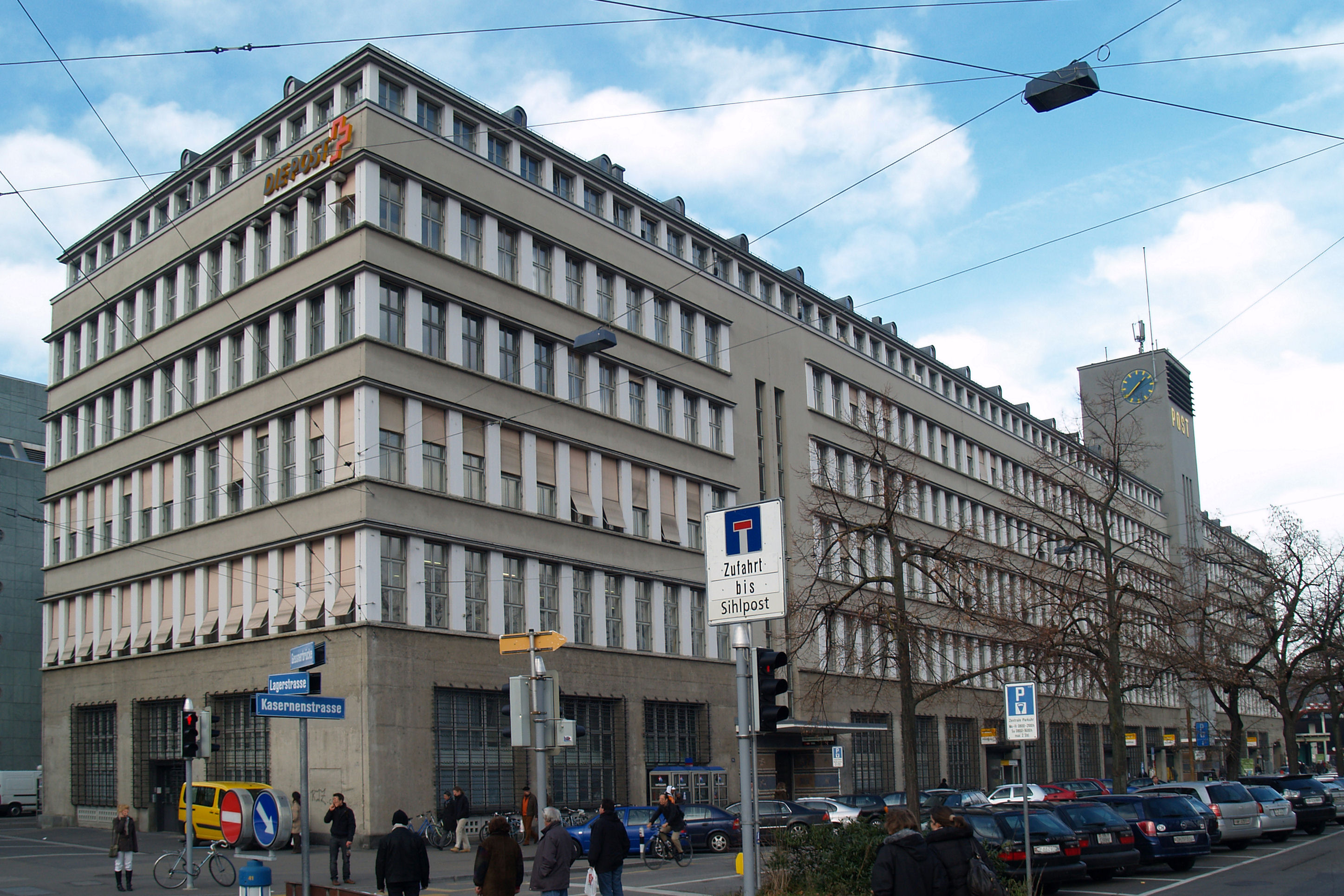
Sicht auf das Gebäude der Sihlpost von der Gessnerbrücke

Die Sihlpost ist ein städtebaulich bedeutendes Bürogebäude südwestlich des Hauptbahnhofs von Zürich. Das in den Jahren 1927 bis 1929 im Stil des Neuen Bauens errichtete Gebäude enthält seit jeher die Zürcher Hauptpost. Über sieben Jahrzehnte lang waren die Schweizerischen Bundesbahnen die Hauptnutzer der oberen Stockwerke. Von 1992 bis 2009 bestand in einem Anbau hinter der Sihlpost ein Briefverteilzentrum, dessen Fläche heute von Gebäuden des Areals Europaallee eingenommen wird. Die Sihlpost ist im kommunalen Inventar der schützenswerten Bauten aufgeführt.

## Beschreibung
Das Gebäude befindet sich an der Kasernenstrasse bei der Einmündung der Lagerstrasse, gegenüber der Sihl. Vom Hauptbahnhof wird er durch den Europaplatz getrennt, dem vordersten Teil des Areals Europaallee. Der rechteckige Bau von 123 m Länge ist sechsgeschossig und besitzt zwei Treppenhäuser, von denen der nördliche als markanter Turm ausgeführt ist. Der Turm wird seit 2016 durch einen dunkelgrauen Anstrich weiter akzentuiert, wobei diese Massnahme in Architektenkreisen umstritten war, da es sich entgegen den Ausführungen der Bauherrschaft nicht um die originale Farbe des Anstrichs handelt und dieser somit deutlich zu wenig hell sei.
Damit im Innern an möglichst vielen Stellen nach Belieben Zwischenwände eingeschoben werden konnten, ist die Fassade in ein strenges Fensterraster mit schmalen Zwischenräumen eingeteilt. Mit Ausnahme der Dachkonstruktion bestehen alle tragenden Teile aus Eisenbeton. Das Walmdach ist mit Schiefer bedeckt, die Gurten der Fensterbänke sind aus Mägenwiler Muschelkalk gefertigt. Der einzige Schmuck sind zwei Steinzeug-Mosaike des Künstlers Carl Roesch bei beiden Eingängen. Die Räume, in denen sich einst die Sortiermaschinen befanden, kamen ohne Deckenunterzüge aus, damit die Maschinen Platz fanden. Um die hohen Lasten dennoch über grosse Spannweiten ableiten zu können, sind die Decken bis ins zweite Stockwerk als Pilzdecken ausgeführt.
Seit dem im Jahr 2015 abgeschlossenen Umbau benötigt Die Schweizerische Post eine weitaus geringere Fläche als früher. Sie ist im Erdgeschoss aber weiterhin mit einer Filiale präsent. Daneben befinden sich zwei Restaurants und ein Einzelhandelsgeschäft. Jahrzehntelang hatten die Post und die SBB die oberen Geschosse für ihre Verwaltung genutzt. Heute belegt die KV Zürich Business School die ersten beiden Obergeschosse und Google die drei darüberliegenden Geschosse.

## Geschichte

### Bau und Inbetriebnahme
Die Zürcher Hauptpost befand sich ab 1873 an der Bahnhofstrasse (im Ostflügel des heutigen Credit-Suisse-Hauptsitzes), ab 1898 in der Fraumünsterpost gegenüber dem Stadthaus. Seit 1893 gab es im Nordosttrakt des Hauptbahnhofs eine Filiale, von wo aus die Bahnpostwagen be- und entladen wurden. Aufgrund der ungünstigen Lage der Fraumünsterpost und der zunehmenden Störung des übrigen Bahnbetriebs planten die SBB und die PTT ab 1923 gemeinsam einen zeitgemässen Hauptpost-Neubau an der Kasernenstrasse. Unter der Leitung der Architekten Adolf und Heinrich Bräm begannen im September 1927 die Bauarbeiten an dem Gebäude, Ende 1928 war der Rohbau beendet. Für die Eisenbetonarbeiten war der Bauingenieur Robert Maillart zuständig. Hinter dem Hauptgebäude entstanden eingeschossige Anbauten für die Paketausgabe, den Paketversand und den siebengleisigen Postbahnhof; hinzu kamen Werkstätten und Garage. Im Herbst 1929 bezog die SBB-Kreisdirektion III die Büros im dritten bis fünften Obergeschoss, die Post nahm ihren Betrieb Mitte 1930 auf.
Im Erdgeschoss lagen die Schalterhalle, die Postfächer, die Massenannahme und das Zollamt, im ersten Stockwerk der Briefversand und die Büros des Bahnpostamts, im zweiten Stockwerk die Briefausgabe und die Büros der Kreispostdirektion. Parallel zur gleichzeitig erstellten städtischen Unterführung zwischen Kasernenstrasse und Sihlquai (die heutige Passage Sihlquai des Shopville) verlief ein schmaler Tunnel, der mit einem Lift an jeden Gepäckperron in der Gleishalle des Hauptbahnhofs verbunden war. Im Innern des Gebäudes war die Beförderung von Briefen und Paketen weitgehend mechanisiert, was die Sihlpost zu einer der damals modernsten Anlagen der Welt machte.

### Post-U-Bahn

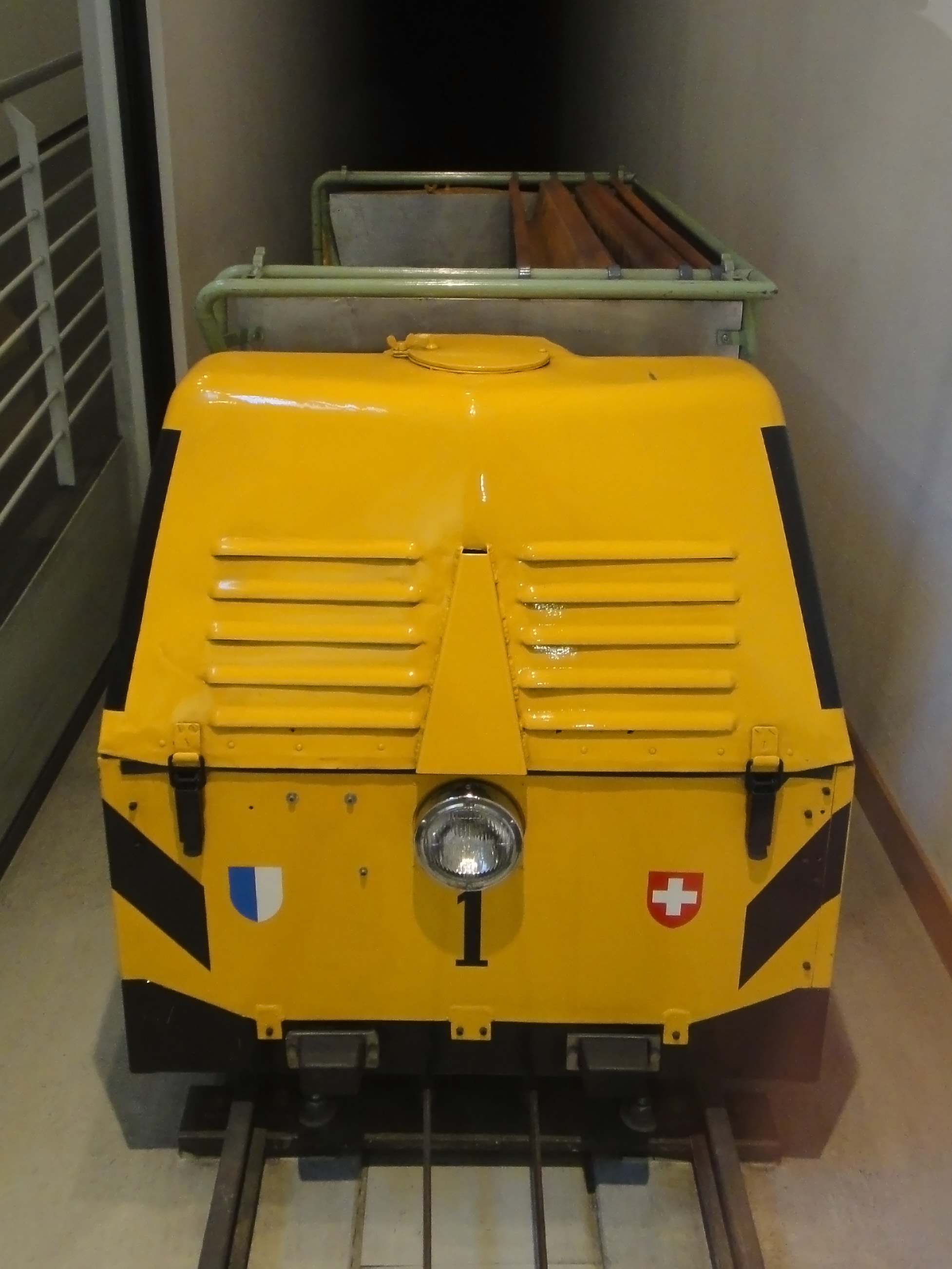
Elektromotorwagen der Post-U-Bahn

In geringer Entfernung zur Sihlpost befand sich von 1930 bis 2007 im Südtrakt des Hauptbahnhofs das Postamt Zürich 23, das sehr grosse Postmengen umschlug. Der Transport der Postsendungen zwischen der Postfiliale und der Sihlpost gestaltete sich wegen der engen Verhältnisse bei der Sihlüberquerung und des zunehmenden Strassenverkehrs schwierig. Aus diesem Grund baute die PTT 1938 eine 340 m lange unterirdische Schienenverbindung mit einer Spurweite von 600 mm. Sie führte in einem Tunnel parallel zu Gleis 1 und unter dem Trottoir der Postbrücke ins Untergeschoss der Sihlpost. Dort endeten die Gleise unmittelbar in einem Aufzug, der den kleinen fahrerlosen Triebwagen ins Erdgeschoss brachte. Zwischen den Gleisen waren Kupferdrähte gespannt, die der Stromversorgung des Triebwagens dienten. Die Bahn wurde anfänglich mit 220 Volt Drehstrom betrieben, 1958 baute man sie für Gleichstrom um. Ein Wagen mit 1,6 m Achsstand konnte bis zu 250 kg Postgut aufnehmen. Am 11. Oktober 1980 fuhr die Bahn zum letzten Mal. Sie wurde von einem Transportsystem mit pneubereiften Fahrzeugen abgelöst.

### Briefverteilzentrum für kurze Zeit
Ein Vierteljahrhundert nach der Inbetriebnahme stiess die Sihlpost allmählich an ihre Kapazitätsgrenzen. Die PTT plante eine Erweiterung nordwestlich der Kreuzung Kasernenstrasse / Lagerstrasse und Ende der 1950er Jahre kam eine gemeinsam mit den SBB gebildete Arbeitsgruppe zum Schluss, dass nur eine Aufsplittung von Brief- und Paketpost das Platzproblem dauerhaft lösen könne. Ab 1985 entlastete das von Theo Hotz entworfene Paketsortierzentrum Mülligen an der Grenze zu Schlieren die Sihlpost. Sieben Jahre zuvor hatte die Hochbauabteilung der PTT damit begonnen, eine Erweiterung der Sihlpost zu planen, da sie trotz der Auslagerung der Paketverarbeitung weiterhin zu klein sein würde. Der Auftrag für die äussere Gestaltung ging 1982 an die Zürcher Architekturbüros Stücheli und Fischer, 1985 begannen die Bauarbeiten. Der nunmehr vier Gleise umfassende Postbahnhof war 1988 als erste von drei Etappen betriebsbereit, 1992 waren sämtliche Arbeiten abgeschlossen.

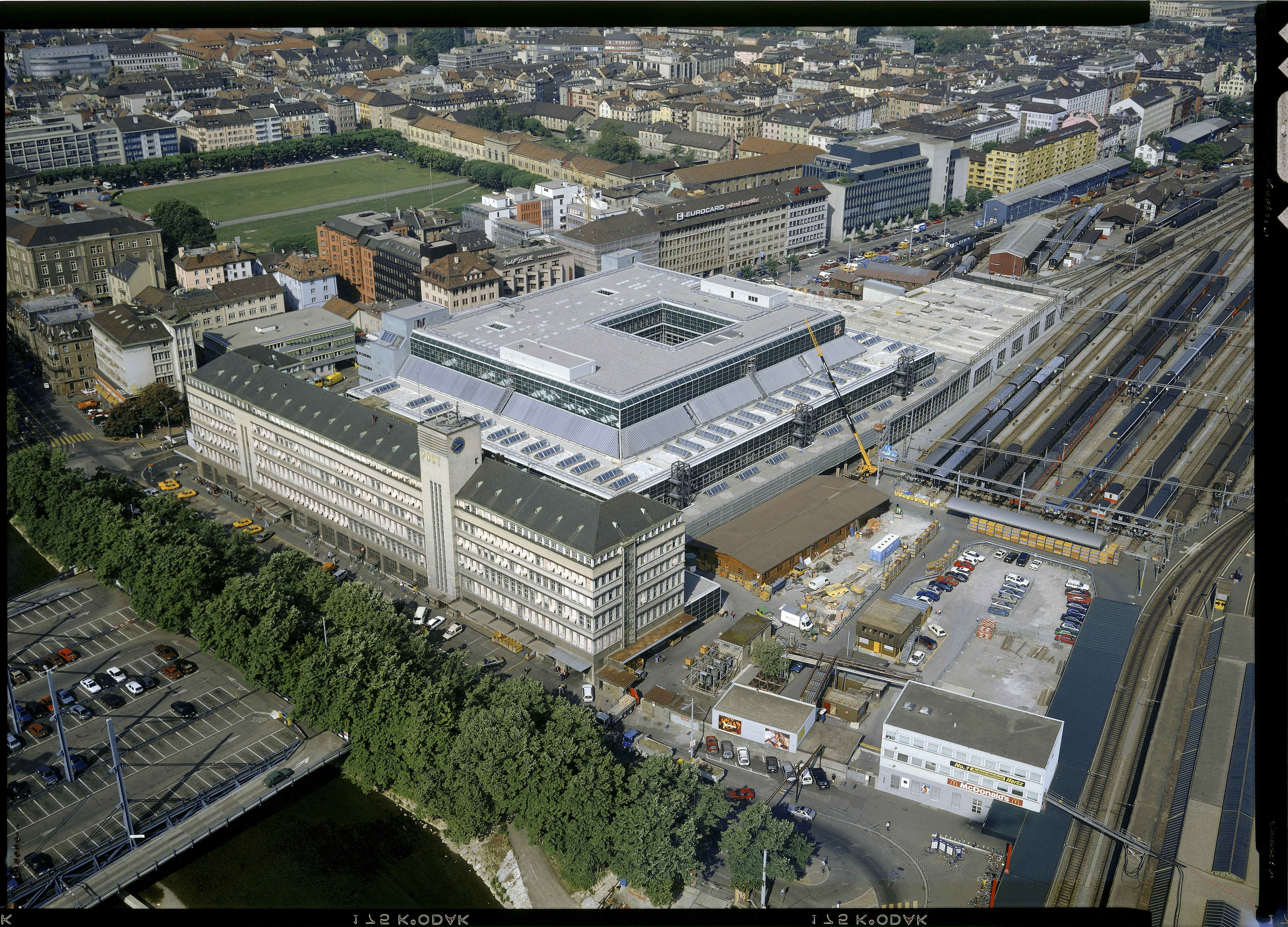
Sihlpost mit Briefverteilzentrum und Postbahnhof (1992)

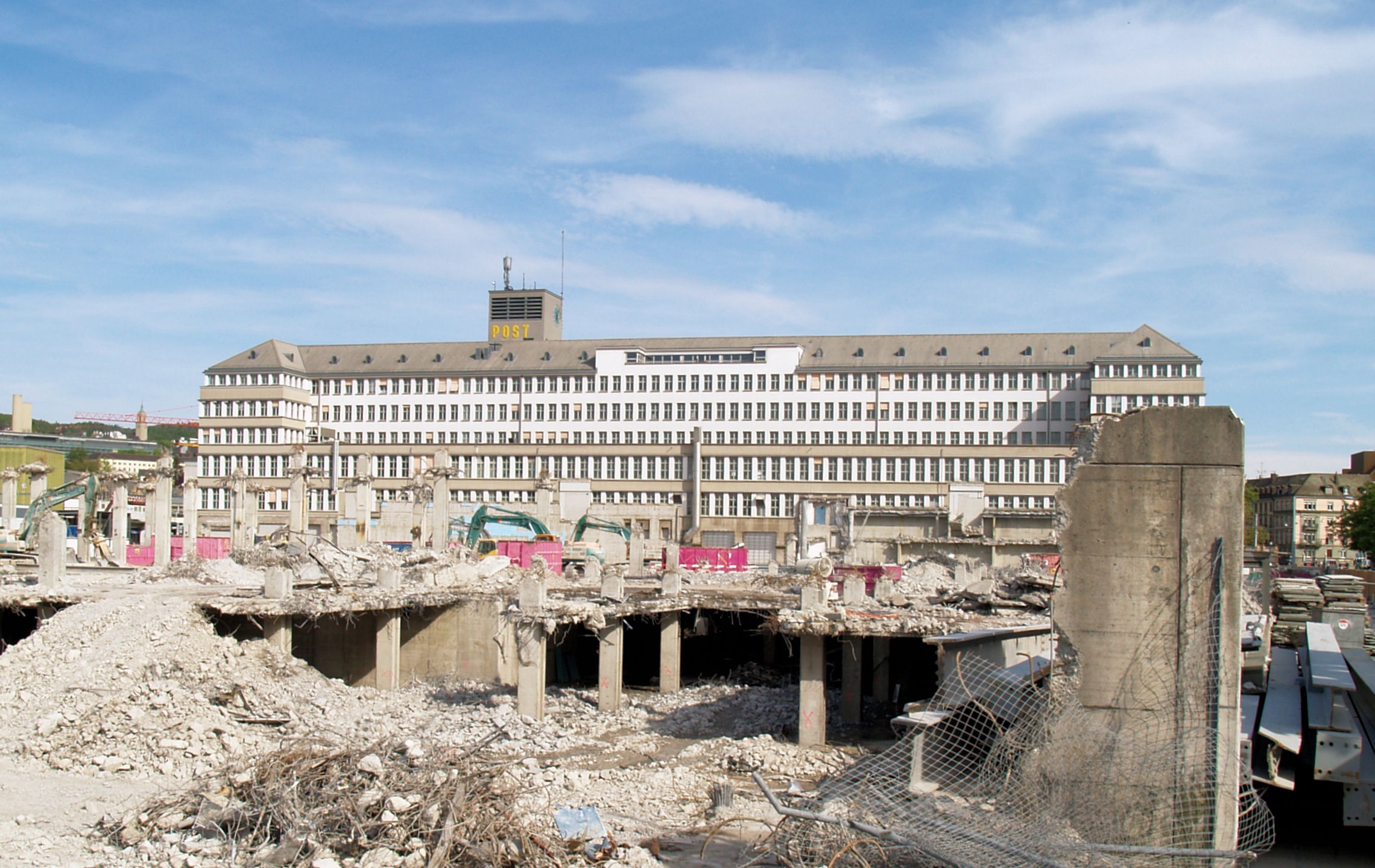
Rückseite der Sihlpost nach dem Abbruch des Briefverteilzentrums (2009)

Der Neubau gliederte sich in drei Teile. Der Lagerstrasse entlang erstreckte sich ein schmales Bürogebäude. Dahinter breitete sich auf der gesamten Länge der Sihlpost das Betriebsgebäude aus, dessen Merkmal grüne Fassaden aus emaillierten Glas waren. Der Postbahnhof schloss die Anlage gegen Westen ab. Das Betriebsgebäude enthielt das Annahmeamt, die Briefausgabe, den Briefversand, die Eilzustellung, das Bahnpostamt und den Fahrzeugdienst. Ein neuer Posttunnel stellte die Verbindung zum Hauptbahnhof her, während der alte im Zuge des S-Bahn-Baus der verbreiterten Unterführung zugeschlagen wurde. Die Sanierung der Sihlpost dauerte bis 1994, nach der nur noch die Postfiliale darin verblieb, während die SBB das erste und zweite Stockwerk zu Büros umfunktionieren liessen.
Wegen umfassender Rationalisierungen hatte das Briefverteilzentrum nur eine kurze Lebensdauer. Ab Ende August 2007 führte die Schweizerische Post (Nachfolgerin der PTT) alle Briefpost-Sendungen des Einzugsgebiets Ost in fünf Etappen von den bisherigen Briefzentren Winterthur, Baden, St. Gallen, Chur und Zürich in Zürich-Mülligen zusammen, als letztes das Zentrum Sihlpost im März 2008. Die erst 17 Jahre zuvor fertiggestellte Erweiterung wurde 2009 abgerissen, um Platz für die Überbauung Europaallee zu schaffen. In dreijähriger Bauzeit entstand daraufhin auf dem geräumten Areal der Neubau der Pädagogischen Hochschule Zürich.
Kurz nachdem die SBB und die Postverwaltung aus dem Gebäude ausgezogen waren, wurde die alte Sihlpost von Mai 2014 bis Mitte Juli 2015 umfassend renoviert. Dadurch schuf man in den Obergeschossen zusätzliche Mieterflächen und im Erdgeschoss neben der weiterhin bestehenden Postfiliale auch Platz für Läden und Gastronomie. Für die Dauer der Bauarbeiten verlegte die Post ihre Filiale in die angrenzenden Neubauten auf der Fläche des ehemaligen Briefverteilzentrums. Mit der Fertigstellung der Büroflächen bezog die KV Zürich Business School die beiden ersten Obergeschosse und betreibt darin 30 Schulungs- und Seminarräume. Seit Januar 2017 belegt Google die übrigen Geschosse.

### Postraub
Am 8. Februar 1994 ereignete sich der Postraub bei der Sihlpost: Fünf Räuber erbeuteten mit Waffengewalt Wertsendungen, die auf einen Zug verladen werden sollten. Der Fall bleibt bis heute ungeklärt.